# Törökország a 2004. évi nyári olimpiai játékokon
Törökország a görögországi Athénban megrendezett 2004. évi nyári olimpiai játékok egyik részt vevő nemzete volt. Az országot az olimpián 10 sportágban 64 sportoló képviselte, akik összesen 11 érmet szereztek.

## Érmesek
| Érem  | Versenyző          | Sportág    | Versenyszám               |
| ----- | ------------------ | ---------- | ------------------------- |
| Arany | Halil Mutlu        | Súlyemelés | Férfi 56 kg               |
| Arany | Taner Sağır        | Súlyemelés | Férfi 77 kg               |
| Arany | Nurcan Taylan      | Súlyemelés | Női 48 kg                 |
| Ezüst | Şeref Eroğlu       | Birkózás   | Férfi kötöttfogás, 66 kg  |
| Ezüst | Atagün Yalçınkaya  | Ökölvívás  | Papírsúly                 |
| Ezüst | Bahri Tanrıkulu    | Taekwondo  | Férfi váltósúly           |
| Bronz | Eşref Apak         | Atlétika   | Férfi kalapácsvetés       |
| Bronz | Mehmet Özal        | Birkózás   | Férfi kötöttfogás, 96 kg  |
| Bronz | Aydın Polatçı      | Birkózás   | Férfi szabadfogás, 120 kg |
| Bronz | Sedat Artuç        | Súlyemelés | Férfi 56 kg               |
| Bronz | Reyhan Arabacıoğlu | Súlyemelés | Férfi 77 kg               |

## Atlétika
Férfi
| Versenyző            | Versenyszám | Előfutam | Előfutam | Előfutam | Elődöntő | Elődöntő | Elődöntő | Döntő   | Döntő    |
| Versenyző            | Versenyszám | Idő      | Hely.    | Össz.    | Idő      | Hely.    | Össz.    | Idő     | Helyezés |
| -------------------- | ----------- | -------- | -------- | -------- | -------- | -------- | -------- | ------- | -------- |
| Selahattin Çobanoğlu | 800 m       | 1:47,83  | 6.       | 46.      | kiesett  | kiesett  | kiesett  | kiesett | kiesett  |

| Versenyző           | Versenyszám   | Selejtező             | Selejtező             | Döntő    | Döntő    |
| Versenyző           | Versenyszám   | Eredmény              | Helyezés              | Eredmény | Helyezés |
| ------------------- | ------------- | --------------------- | --------------------- | -------- | -------- |
| Berk Tuna           | Hármasugrás   | érvényes ugrás nélkül | érvényes ugrás nélkül | kiesett  | kiesett  |
| Ercüment Olgundeniz | Diszkoszvetés | 58,17 m               | 26.                   | kiesett  | kiesett  |
| Eşref Apak          | Kalapácsvetés | 76,74 m               | 9.                    | 79,51 m  |          |

Női
| Versenyző            | Versenyszám     | Előfutam | Előfutam | Előfutam | Elődöntő | Elődöntő | Elődöntő | Döntő         | Döntő         |
| Versenyző            | Versenyszám     | Idő      | Hely.    | Össz.    | Idő      | Hely.    | Össz.    | Idő           | Helyezés      |
| -------------------- | --------------- | -------- | -------- | -------- | -------- | -------- | -------- | ------------- | ------------- |
| Binnaz Uslu          | 800 m           | 2:03,46  | 6.       | 22.      | kiesett  | kiesett  | kiesett  | kiesett       | kiesett       |
| Elvan Abeylegesse    | 1500 m          | 4:06,42  | 5.       | 13.      | 4:07,10  | 4.       | 11.      | 4:00,67       | 8.            |
| Elvan Abeylegesse    | 5000 m          | 14:54,80 | 2.       | 2.       |          |          |          | 15:12,64      | 12.           |
| Ebru Kavaklıoğlu     | 5000 m          | 15:52,39 | 14.      | 30.      |          |          |          | kiesett       | kiesett       |
| Nuray Tezeta Sürekli | 5000 m          | 15:26,64 | 10.      | 19.      |          |          |          | kiesett       | kiesett       |
| Lale Öztürk          | Maraton         |          |          |          |          |          |          | nem ért célba | nem ért célba |
| Yeliz Ay             | 20 km gyaloglás |          |          |          |          |          |          | 1:36:02       | 33.           |

| Versenyző              | Versenyszám | Selejtező | Selejtező | Döntő    | Döntő    |
| Versenyző              | Versenyszám | Eredmény  | Helyezés  | Eredmény | Helyezés |
| ---------------------- | ----------- | --------- | --------- | -------- | -------- |
| Candeger Kilincer-Oguz | Magasugrás  | 189 cm    | 22.       | kiesett  | kiesett  |
| Filiz Kadoğan          | Súlylökés   | 15,20 m   | 33.       | kiesett  | kiesett  |

| Versenyző            | Versenyszám | 100 m gát | 100 m gát | Magasugrás | Magasugrás | Súlylökés | Súlylökés | 200 m | 200 m | Távolugrás       | Távolugrás       | Gerelyhajítás    | Gerelyhajítás    | 800 m            | 800 m            | Végeredmény   | Végeredmény   |
| Versenyző            | Versenyszám | Idő       | Pont      | Eredmény   | Pont       | Eredmény  | Pont      | Idő   | Pont  | Eredmény         | Pont             | Eredmény         | Pont             | Idő              | Pont             | Pont          | Helyezés      |
| -------------------- | ----------- | --------- | --------- | ---------- | ---------- | --------- | --------- | ----- | ----- | ---------------- | ---------------- | ---------------- | ---------------- | ---------------- | ---------------- | ------------- | ------------- |
| Anzhela Atroshchenko | Hétpróba    | 14,10     | 964       | 164 cm     | 783        | 12,29 m   | 680       | 25,11 | 877   | nem állt rajthoz | nem állt rajthoz | nem állt rajthoz | nem állt rajthoz | nem állt rajthoz | nem állt rajthoz | nem ért célba | nem ért célba |

## Birkózás

### Férfi
Kötöttfogású
| Versenyző        | Versenyszám | Csoportkör | Csoportkör | Negyeddöntő              | Elődöntő                         | Bronz- mérkőzés                   | Döntő                      | Helyezés |
| Versenyző        | Versenyszám | Ellenfél Eredmény                                                                                                | Hely.      | Ellenfél Eredmény        | Ellenfél Eredmény                | Ellenfél Eredmény                 | Ellenfél Eredmény          | Helyezés |
| ---------------- | ----------- | --- | ---------- | ------------------------ | -------------------------------- | --------------------------------- | -------------------------- | -------- |
| Ercan Yıldız     | 55 kg       | C csoport · Irakli Csocsua (GEO) · 1-4 · Svajūnas Adomaitis (LTU) · 3-1                                          | 2.         | kiesett                  | kiesett                          | kiesett                           | kiesett                    | 12.      |
| Şeref Tüfenk     | 60 kg       | G csoport · Roberto Monzón (CUB) · 0-5 · Ali Askáni (IRI) · 3-1 · Hrísztosz Gíkasz (GRE) · 5-0                   | 2.         | kiesett                  | kiesett                          | kiesett                           | kiesett                    | 8.       |
| Şeref Eroğlu     | 66 kg       | E csoport · Armen Vardanyan (UKR) · 5-0 · Luis Fernando Izquieredo (COL) · 10-0 · Manucsar Kvirkelia (GEO) · DSQ | 1.         |                          | Mhitar Manukjan (KAZ) · TUS      |                                   | Fərid Mənsurov (AZE) · 3-4 |          |
| Hamza Yerlikaya  | 84 kg       | E csoport · Olekszandr Darahan (UKR) · 4-1 · Vladiszlav Metodiev (BUL) · 5-2 · Tarvi Thomberg (EST) · 3-0        | 1.         |                          | Ara Abrahamian (SWE) · 0-3       | Vjacsaszlav Makaranka (BLR) · 1-2 |                            | 4.       |
| Mehmet Özal      | 96 kg       | E csoport · Aleksey Cheglakov (UZB) · 3-0 · Igors Kostins (LAT) · 4-0                                            | 1.         | Ernesto Pena (CUB) · 4-3 | Karam Gáber Ibráhím (EGY) · 0-11 | Maszud Hásemzáde (IRI) · DSQ      |                            |          |
| Yekta Yılmaz Gül | 120 kg      | D csoport · Mijaín López (CUB) · 0-4 · Yuriy Yevseychyk (ISR) · 3-0                                              | 2.         | kiesett                  | kiesett                          | kiesett                           | kiesett                    | 13.      |

Szabadfogású
| Versenyző       | Versenyszám | Csoportkör                                                                                          | Csoportkör | Negyeddöntő                     | Elődöntő                   | Bronz- mérkőzés             | Döntő             | Helyezés |
| Versenyző       | Versenyszám | Ellenfél Eredmény                                                                                   | Hely.      | Ellenfél Eredmény               | Ellenfél Eredmény          | Ellenfél Eredmény           | Ellenfél Eredmény | Helyezés |
| --------------- | ----------- | --------------------------------------------------------------------------------------------------- | ---------- | ------------------------------- | -------------------------- | --------------------------- | ----------------- | -------- |
| Harun Doğan     | 55 kg       | G csoport · Amiran Kardanov (GRE) · 0-10 · Martin Berberjan (ARM) · 3-5 · O Szongnam (PRK) · 0-4 PA | 4.         | kiesett                         | kiesett                    | kiesett                     | kiesett           | 20.      |
| Tevfik Odabaşı  | 60 kg       | B csoport · Gia Sissaouri (CAN) · 4-5 · Murad Umahanov (RUS) · 2-5                                  | 3.         | kiesett                         | kiesett                    | kiesett                     | kiesett           | 15.      |
| Ömer Çubukçu    | 66 kg       | E csoport · Hatos Gábor (HUN) · 3-1 · Štefan Fernyák (SVK) · 5-1                                    | 1.         | Mahacs Murtazalijev (RUS) · 9-1 | kiesett                    | kiesett                     | kiesett           | 7.       |
| Gökhan Yavaşer  | 84 kg       | E csoport · Tarasz Danyko (UKR) · 0-6 · Mamed Agajev (ARM) · DSQ                                    | 2.         | kiesett                         | kiesett                    | kiesett                     | kiesett           | 15.      |
| Fatih Çakıroğlu | 96 kg       | F csoport · Aljakszandr Samarav (BLR) · 1-3 · Tüvsintörín Enhtujá (MGL) · TUS                       | 2.         | kiesett                         | kiesett                    | kiesett                     | kiesett           | 9.       |
| Aydın Polatçı   | 120 kg      | D csoport · Sven Thiele (GER) · 5-1 · Rareș Chintoan (ROU) · TUS                                    | 1.         | Alexis Rodríguez (CUB) · 3-1    | Artur Taymazov (UZB) · 0-3 | Marid Mutalimov (KAZ) · 3-1 |                   |          |

PA - visszalépett (birói döntéssel 0-4)

DSQ - kizárták

## Cselgáncs
Férfi
| Versenyző       | Versenyszám | Selejtező         | 32-es főtábla                        | Nyolcaddöntő                      | Negyeddöntő       | Elődöntő          | Vigaszág első kör                  | Vigaszág negyeddöntő          | Vigaszág elődöntő                  | Bronz- mérkőzés   | Döntő             | Helyezés    |
| Versenyző       | Versenyszám | Ellenfél Eredmény | Ellenfél Eredmény                    | Ellenfél Eredmény                 | Ellenfél Eredmény | Ellenfél Eredmény | Ellenfél Eredmény                  | Ellenfél Eredmény             | Ellenfél Eredmény                  | Ellenfél Eredmény | Ellenfél Eredmény | Helyezés    |
| --------------- | ----------- | ----------------- | ------------------------------------ | --------------------------------- | ----------------- | ----------------- | ---------------------------------- | ----------------------------- | ---------------------------------- | ----------------- | ----------------- | ----------- |
| Bektaş Demirel  | Harmatsúly  |                   | Larbi Ben Boudaoud (FRA) · 1100-0021 | Georgi Georgiev (BUL) · 0001-1020 |                   |                   | Davit Margosvili (GEO) · 0010-0120 | kiesett                       | kiesett                            | kiesett           |                   | helyezetlen |
| Selim Tataroğlu | Nehézsúly   |                   | Lasa Gudzsezsiani (GEO) · 1011-0000  | Szejed Fasandi (IRI) · 0010-1000  |                   |                   | Joel Brutus (HAI) · 1000-0000      | Semír Pepic (AUS) · 0110-0010 | Indrek Pertelson (EST) · 0100-0200 | kiesett           |                   | 7.          |

Női
| Versenyző          | Versenyszám | Selejtező                   | Nyolcaddöntő               | Negyeddöntő       | Elődöntő          | Vigaszág első kör | Vigaszág negyeddöntő | Vigaszág elődöntő | Bronz- mérkőzés   | Döntő             | Helyezés    |
| Versenyző          | Versenyszám | Ellenfél Eredmény           | Ellenfél Eredmény          | Ellenfél Eredmény | Ellenfél Eredmény | Ellenfél Eredmény | Ellenfél Eredmény    | Ellenfél Eredmény | Ellenfél Eredmény | Ellenfél Eredmény | Helyezés    |
| ------------------ | ----------- | --------------------------- | -------------------------- | ----------------- | ----------------- | ----------------- | -------------------- | ----------------- | ----------------- | ----------------- | ----------- |
| Nese Şenşoy Yildiz | Légsúly     | I Gjongok (PRK) · 0111-0021 | Je Gurim (KOR) · 0001-0010 | kiesett           | kiesett           |                   |                      |                   |                   |                   | helyezetlen |

## Íjászat
Férfi
| Versenyző   | Versenyszám | Selejtező | Selejtező | 64-es főtábla                       | 32-es főtábla     | Nyolcaddöntő      | Negyeddöntő       | Elődöntő          | Döntő             | Helyezés |
| Versenyző   | Versenyszám | Pont      | Kiemelt   | Ellenfél Eredmény                   | Ellenfél Eredmény | Ellenfél Eredmény | Ellenfél Eredmény | Ellenfél Eredmény | Ellenfél Eredmény | Helyezés |
| ----------- | ----------- | --------- | --------- | ----------------------------------- | ----------------- | ----------------- | ----------------- | ----------------- | ----------------- | -------- |
| Hasan Orbay | Egyéni      | 647       | 34.       | Larry Godfrey (GBR) (31.) · 155-157 | kiesett           | kiesett           | kiesett           | kiesett           | kiesett           | 42.      |

Női
| Versenyző                                               | Versenyszám | Selejtező | Selejtező | 64-es főtábla                                 | 32-es főtábla                         | Nyolcaddöntő                                                                           | Negyeddöntő       | Elődöntő          | Döntő             | Helyezés |
| Versenyző                                               | Versenyszám | Pont      | Kiemelt   | Ellenfél Eredmény                             | Ellenfél Eredmény                     | Ellenfél Eredmény                                                                      | Ellenfél Eredmény | Ellenfél Eredmény | Ellenfél Eredmény | Helyezés |
| ------------------------------------------------------- | ----------- | --------- | --------- | --------------------------------------------- | ------------------------------------- | -------------------------------------------------------------------------------------- | ----------------- | ----------------- | ----------------- | -------- |
| Damla Günay                                             | Egyéni      | 620       | 42.       | Anja Hitzler (GER) (23.) · 152-163            | kiesett                               | kiesett                                                                                | kiesett           | kiesett           | kiesett           | 38.      |
| Zekiye Keskin Şatır                                     | Egyéni      | 631       | 25.       | Wiebke Nulle (GER) (40.) · 135 (+10)-135 (+7) | Evangelía Pszára (GRE) (8.) · 163-161 | kiesett                                                                                | kiesett           | kiesett           | kiesett           | 17.      |
| Natalia Nasaridze-Çakir                                 | Egyéni      | 639       | 16.       | Mari Piuva (FIN) (49.) · 133-136              | kiesett                               | kiesett                                                                                | kiesett           | kiesett           | kiesett           | 49.      |
| Damla Günay Zekiye Keskin Şatır Natalia Nasaridze-Çakir | Csapat      | 1890      | 7.        |                                               |                                       | Ukrajna (UKR) · Tetyana Berezsna · Natalija Burdejna · Katerina Paleha (10.) · 234-244 | kiesett           | kiesett           | kiesett           | 10.      |

## Ökölvívás
| Versenyző             | Versenyszám  | Selejtező                          | Nyolcaddöntő                  | Negyeddöntő                     | Elődöntő                      | Döntő                        | Helyezés    |
| Versenyző             | Versenyszám  | Ellenfél Eredmény                  | Ellenfél Eredmény             | Ellenfél Eredmény               | Ellenfél Eredmény             | Ellenfél Eredmény            | Helyezés    |
| --------------------- | ------------ | ---------------------------------- | ----------------------------- | ------------------------------- | ----------------------------- | ---------------------------- | ----------- |
| Atagün Yalçınkaya     | Papírsúly    | Jolly Katongole (UGA) · 22-7       | Ceyhun Abiyev (AZE) · 23-20   | Alfonso Pinto (ITA) · 33-24     | Szergej Kazakov (RUS) · 26-20 | Yan Barthelemí (CUB) · 16-21 |             |
| Sedat Taşcı           | Pehelysúly   | Cso Szokhvan (KOR) · 28-37         | kiesett                       | kiesett                         | kiesett                       | kiesett                      | 17.         |
| Selçuk Aydın          | Könnyűsúly   | Dimitar Stiljanov (BUL) · 11-20    | kiesett                       | kiesett                         | kiesett                       | kiesett                      | 17.         |
| Mustafa Karagöllü     | Kisváltósúly | Vidzsender Szingh (IND) · 25-20    | Ionuț Gheorghe (ROU) · 19-28  | kiesett                         | kiesett                       | kiesett                      | 9.          |
| Bülent Ulusoy         | Váltósúly    | Ellis Chibuye (ZAM) · 45-32        | Sherzod Khusanov (UZB) · 9-23 | kiesett                         | kiesett                       | kiesett                      | 9.          |
| Sedat Üstüner         | Középsúly    | Sherzod Abdurahmonov (UZB) · 16-34 | kiesett                       | kiesett                         | kiesett                       | kiesett                      | 17.         |
| İhsan Yıldırım Tarhan | Félnehézsúly | Soulan Pownceby (NZL) · RSC        | Bejbut Sumenov (KAZ) · 27-19  | Utkirbek Haydarov (UZB) · 11-16 | kiesett                       | kiesett                      | 5.          |
| Etrugrul Ergezen      | Nehézsúly    |                                    | Wilmer Vásquez (VEN) · WO     | kiesett                         | kiesett                       | kiesett                      | helyezetlen |

WO - ellenfél nélkül

RSC - a játékvezető megállította a mérkőzést

## Sportlövészet
Férfi
| Versenyző     | Versenyszám | Selejtező | Selejtező | Döntő   | Döntő    |
| Versenyző     | Versenyszám | Pont      | Helyezés  | Pont    | Helyezés |
| ------------- | ----------- | --------- | --------- | ------- | -------- |
| Oğuzhan Tüzün | Trap        | 115       | 21.*      | kiesett | kiesett  |

* - három másik versenyzővel azonos eredményt ért el

## Súlyemelés
Férfi
| Versenyző          | Versenyszám | Szakítás                 | Szakítás                 | Lökés    | Lökés    | Összesen | Helyezés |
| Versenyző          | Versenyszám | Eredmény                 | Helyezés                 | Eredmény | Helyezés | Összesen | Helyezés |
| ------------------ | ----------- | ------------------------ | ------------------------ | -------- | -------- | -------- | -------- |
| Sedat Artuç        | 56 kg       | 125,0                    | 4.*                      | 155,0    | 3.**     | 280,0    |          |
| Halil Mutlu        | 56 kg       | 135,0                    | 1.                       | 160,0    | 1.       | 295,0    |          |
| Reyhan Arabacıoğlu | 77 kg       | 165,0                    | 4.                       | 195,0    | 7.***    | 360,0    |          |
| Taner Sağır        | 77 kg       | 172,5                    | 1.*                      | 202,5    | 1.       | 375,0    |          |
| İzzet İnce         | 85 kg       | érvényes kísérlet nélkül | érvényes kísérlet nélkül | kiesett  | kiesett  | kiesett  | kiesett  |
| Hakan Yılmaz       | 94 kg       | 175,0                    | 7.***                    | 215,0    | 5.*      | 390,0    | 6.       |

Női
| Versenyző      | Versenyszám | Szakítás                 | Szakítás                 | Lökés    | Lökés    | Összesen | Helyezés |
| Versenyző      | Versenyszám | Eredmény                 | Helyezés                 | Eredmény | Helyezés | Összesen | Helyezés |
| -------------- | ----------- | ------------------------ | ------------------------ | -------- | -------- | -------- | -------- |
| Nurcan Taylan  | 48 kg       | 97,5                     | 1.                       | 112,5    | 2.*      | 210,0    |          |
| Aylin Daşdelen | 58 kg       | 100,0                    | 4.                       | 125,0    | 4.       | 225,0    | 4.       |
| Sibel Şimşek   | 69 kg       | érvényes kísérlet nélkül | érvényes kísérlet nélkül | kiesett  | kiesett  | kiesett  | kiesett  |

* - egy másik versenyzővel azonos eredményt ért el

** - két másik versenyzővel azonos eredményt ért el

*** - három másik versenyzővel azonos eredményt ért el

## Taekwondo
Férfi
| Versenyző       | Versenyszám | Nyolcaddöntő                   | Negyeddöntő                  | Elődöntő                      | Vigaszág első kör | Vigaszág elődöntő | Bronz- mérkőzés   | Döntő                    | Helyezés |
| Versenyző       | Versenyszám | Ellenfél Eredmény              | Ellenfél Eredmény            | Ellenfél Eredmény             | Ellenfél Eredmény | Ellenfél Eredmény | Ellenfél Eredmény | Ellenfél Eredmény        | Helyezés |
| --------------- | ----------- | ------------------------------ | ---------------------------- | ----------------------------- | ----------------- | ----------------- | ----------------- | ------------------------ | -------- |
| Bahri Tanrıkulu | Váltósúly   | Donald Geisler (PHI) · 9-9 SUP | Hisem el-Hamdúni (TUN) · 6-4 | Rəşəd Əhmədov (AZE) · 6-6 SUP |                   |                   |                   | Steven López (USA) · 0-3 |          |

SUP - döntő fölény

## Úszás
Férfi
| Versenyző       | Versenyszám    | Előfutam | Előfutam | Előfutam | Elődöntő | Elődöntő | Elődöntő | Döntő   | Döntő    |
| Versenyző       | Versenyszám    | Idő      | Hely.    | Össz.    | Idő      | Hely.    | Össz.    | Idő     | Helyezés |
| --------------- | -------------- | -------- | -------- | -------- | -------- | -------- | -------- | ------- | -------- |
| Kaan Tayla      | 50 m gyors     | 23,26    | 3.       | 39.      | kiesett  | kiesett  | kiesett  | kiesett | kiesett  |
| Kaan Tayla      | 100 m gyors    | 51,52    | 5.       | 42.      | kiesett  | kiesett  | kiesett  | kiesett | kiesett  |
| Aytekin Mindan  | 200 m gyors    | 1:55,65  | 8.       | 52.      | kiesett  | kiesett  | kiesett  | kiesett | kiesett  |
| Aytekin Mindan  | 400 m gyors    | 4:06,85  | 8.       | 41.      |          |          |          | kiesett | kiesett  |
| Derya Büyükuncu | 100 m hát      | 56,34    | 5.       | 26.      | kiesett  | kiesett  | kiesett  | kiesett | kiesett  |
| Derya Büyükuncu | 200 m hát      | 2:02,69  | 2.       | 22.      | kiesett  | kiesett  | kiesett  | kiesett | kiesett  |
| Onur Uras       | 100 m pillangó | 56,37    | 8.       | 49.      | kiesett  | kiesett  | kiesett  | kiesett | kiesett  |
| Uğur Orel Oral  | 200 m vegyes   | 2:08,84  | 7.       | 45.*     | kiesett  | kiesett  | kiesett  | kiesett | kiesett  |

Női
| Versenyző            | Versenyszám    | Előfutam | Előfutam | Előfutam | Elődöntő | Elődöntő | Elődöntő | Döntő   | Döntő    |
| Versenyző            | Versenyszám    | Idő      | Hely.    | Össz.    | Idő      | Hely.    | Össz.    | Idő     | Helyezés |
| -------------------- | -------------- | -------- | -------- | -------- | -------- | -------- | -------- | ------- | -------- |
| Yasemin Özlem Taşkın | 400 m gyors    | 4:24,08  | 4.       | 35.      |          |          |          | kiesett | kiesett  |
| Şadan Derya Erke     | 100 m hát      | 1:05,38  | 3.       | 34.      | kiesett  | kiesett  | kiesett  | kiesett | kiesett  |
| Şadan Derya Erke     | 200 m hát      | 2:17,29  | 3.       | 21.*     | kiesett  | kiesett  | kiesett  | kiesett | kiesett  |
| İlkay Dikmen         | 100 m mell     | 1:11,69  | 2.       | 26.      | kiesett  | kiesett  | kiesett  | kiesett | kiesett  |
| İlkay Dikmen         | 200 m mell     | 2:32,69  | 2.       | 19.      | kiesett  | kiesett  | kiesett  | kiesett | kiesett  |
| Gülşah Gönenç        | 100 m pillangó | 1:04,30  | 3.       | 35.      | kiesett  | kiesett  | kiesett  | kiesett | kiesett  |
| Gülşah Gönenç        | 200 m pillangó | 2:20,17  | 7.       | 31.      | kiesett  | kiesett  | kiesett  | kiesett | kiesett  |

* - egy másik versenyzővel azonos időt ért el

## Vitorlázás
Férfi
| Versenyző                       | Versenyszám     | Futam | Futam | Futam | Futam | Futam | Futam | Futam    | Futam | Futam | Futam | Futam | Pontszám | Helyezés |
| Versenyző                       | Versenyszám     | 1     | 2     | 3     | 4     | 5     | 6     | 7        | 8     | 9     | 10    | 11    | Pontszám | Helyezés |
| ------------------------------- | --------------- | ----- | ----- | ----- | ----- | ----- | ----- | -------- | ----- | ----- | ----- | ----- | -------- | -------- |
| Ertuğrul İcingir                | Szörfvitorlázás | 7     | 17    | 8     | 6     | 4     | 16    | 3        | 35    | 19    | 12    | 13    | 105      | 11.      |
| Ali Enver Adakan                | Finn dingi      | 2     | 15    | 8     | 10    | 22    | 11    | 10       | 21    | 16    | 24    | 9     | 124      | 16.      |
| Selim Kakış Hasan Kaan Özgönenç | 470-es osztály  | 25    | 18    | 15    | 24    | 25    | 6     | kizárták | 24    | 19    | 5     | 13    | 174      | 24.      |

Nyílt
| Versenyző      | Versenyszám | Futam | Futam | Futam | Futam | Futam | Futam | Futam | Futam | Futam | Futam | Futam | Pontszám | Helyezés |
| Versenyző      | Versenyszám | 1     | 2     | 3     | 4     | 5     | 6     | 7     | 8     | 9     | 10    | 11    | Pontszám | Helyezés |
| -------------- | ----------- | ----- | ----- | ----- | ----- | ----- | ----- | ----- | ----- | ----- | ----- | ----- | -------- | -------- |
| Kemal Muslubaş | Laser       | 11    | 20    | 18    | 43    | 28    | 31    | 16    | 35    | 26    | 28    |       | 256      | 33.      |